# Mike Pompeo
Michael Richard Pompeo (Orange, 30 de dezembro de 1963) é um empresário e político estadunidense, filiado ao Partido Republicano. Pompeo foi o Diretor da Agência Central de Inteligência (CIA) de 23 de janeiro de 2017 a 12 de março de 2018, quando assumiu a liderança do Departamento de Estado após nomeação de Donald Trump. Anteriormente, entre 2011 e 2016, Pompeo havia sido Membro da Câmara dos Representantes pelo estado do Kansas. É membro também do Movimento Tea Party e integrou o Comitê Ítalo-americano do Congresso dos Estados Unidos.
Em 13 de março de 2018, Trump anunciou sua intenção de nomear Pompeo como novo Secretário de Estado, sucedendo Rex Tillerson. Em 26 de abril de 2018, o Senado dos Estados Unidos confirma o nome de Mike Pompeo, e ele toma posse como 70º Secretário de Estado. Em 2019 em uma conferência na Universidade do Texas A&M, sobre seu trabalho como diretor da CIA, ele confessou: "Mentimos, enganamos, roubamos. Temos cursos inteiros sobre isso. Isso te lembra o excepcionalismo norte-americano''.
Ele é descrito como um dos "falcões" em relação ao Irã e à Venezuela.

## Secretário de Estado (2018-2021)

### Nomeação e confirmação
Pompeo foi anunciado como Secretário de Estado por Donald Trump em 13 de março de 2018, sucedendo a Rex Tillerson, que deixaria o cargo em 31 de março do mesmo ano.
Em 23 de abril, o Comitê de Relações Externas do Senado dos Estados Unidos aprovou por 11 votos contra 9 o prosseguimento da nomeação de Pompeo para o voto aberto no plenário, numa eleição que inclui um voto de "presente" por Chris Coons e "sim pelo partido" por Johnny Isakson. Visando poupar o tempo do comitê, Coons decidiu votar "presente", já que a votação seria empatada caso ele votasse contrário por conta da ausência de Isakson. O voto em plenário ocorreu em 26 de abril e Pompeo foi confirmado pelo Senado por 57 votos contra 42; incluindo os votos de cinco dos dez senadores democratas que concorreram nas eleições de 2018 nos estados em que Trump venceu.

### Mandato
Pompeo assumiu o cargo em 26 de abril de 2018. No juramento perante o Senado, Pompeo prometeu priorizar o aprimoramento das questões morais no Departamento de Estado.
Pompeo teve papel singular nas negociações que culminaram na Cúpula de Singapura de 2018, que reuniu os chefes de Estado dos Estados Unidos e da Coreia do Norte pela primeira vez na história de ambos os países. Após o evento diplomático, Pompeo liderou a delegação estadunidense nas reuniões de negócios entre ambas as nações, obtendo o retorno dos restos mortais de soldados estadunidenses, além de uma reunião de negócios com Kim Jong-un em Pyongyang.
Em agosto de 2018, Pompeo agradeceu a Mohammad bin Salman, Príncipe herdeiro da Arábia Saudita, pelo "apoio saudita à urgente estabilização de recursos no nordeste da Síria". Na ocasião, Pompeo e Salman discutiram também a situação da Guerra Civil Iemenita.
Em novembro de 2020, apelou ao governo cubano pela libertação do rapper Denis Solís  e, pelo fim da repressão ao Movimiento San Isidro do qual o músico é integrante.

## Vida pessoal
Pompeo casou-se com Leslie Libert em 1986. O casal se divorciou mais tarde. Casou-se com Susan Justice Mostrous. Eles têm um filho, Nicholas.
Pompeo é afiliado à Igreja Presbiteriana Evangélica. Pompeo serviu como diácono da igreja local de 2007 a 2009 e ensinou escola dominical.

Em 2014, Pompeo disse a um grupo da igreja que os cristãos precisavam "saber que Jesus Cristo como nosso salvador é verdadeiramente a única solução para o nosso mundo". em uma palestra em uma igreja, Pompeo disse que "a política é uma luta sem fim ... até o Arrebatamento."